# Kent Zetterberg
Kent Gerhard Zetterberg, född 22 januari 1946 i Katarina församling i Stockholms stad, är en svensk historiker och professor emeritus.

## Biografi
Zetterberg avlade filosofie kandidat-examen 1969 och filosofie licentiat-examen i historia 1973. År 1975 avlade han filosofie doktor-examen i historia vid Stockholms universitet med avhandlingen Liberalism i kris. Folkpartiet 1939–1945. Han var 1969–1983 anställd vid Historiska institutionen och Statsvetenskapliga institutionen vid Stockholms universitet och medverkade åren 1969–1975 i forskningsprojektet Sverige under andra världskriget. År 1983 blev han docent vid Stockholms universitet. Åren 1979–1990 var han periodvis verksam vid Riksarkivet, bland annat 1985–1990 som chef för Sveriges Pressarkiv. Han var 1990–1996 verksam vid Militärhistoriska avdelningen på Militärhögskolan och är från 1997 verksam vid Militärhistoriska avdelningen på Försvarshögskolan: 1990–2002 som forskare och 2002–2003 som avdelningschef, från 2000 som professor i modern politisk historia, särskilt säkerhetspolitik. Han är också sedan 1998 adjungerad professor vid Umeå universitet. Zetterberg är sedan 2002 forskningsledare för forskningsprojektet Försvaret och det kalla kriget, som sedan 2012 är förlagt till Historiska institutionen vid Stockholms universitet.
Zetterberg har ägnat sig åt en rad olika forskningsområden, bland annat:
- Svensk inrikespolitik, ideologi och partistrategier.
- Sveriges säkerhetspolitik, neutralitet och försvar under beredskapsåren 1939–1945 och kalla kriget.
- Strategiska studier inom temat säkerhetspolitik och strategi, bland annat som expert i statliga utredningar.
- Presshistoria, bland annat som redaktör för Presshistorisk årsbok 1985–1992.
- Biografiska studier, bland annat för Svenskt biografiskt lexikon.
- Forskningspolitik och energipolitik, ofta i samverkan med statsvetare.

År 2003 invaldes Kent Zetterberg som ledamot av Kungliga Krigsvetenskapsakademien och som ledamot av Kungliga Örlogsmannasällskapet.

## Publicerade böcker i urval
- Zetterberg, Kent (1975). Liberalism i kris. Folkpartiet 1939–1945. Stockholm: Liber. ISBN 91-38-02054-8.
- Zetterberg, Kent (1978). Bostadspolitik på förändrade villkor. En studie i den bostadspolitiska debatten i dagspress och tidskrifter 1945–1960. Stockholm: Kungliga Tekniska högskolan.
- Zetterberg, Kent (1980). Energiforskningen och samhället. En studie i energiforskningsprogrammets framväxt och uppbyggnad 1973–1980. Stockholm: Stockholms universitet.
- Zetterberg, Kent; Cars, Hans Christian; Skoglund, Claës (1986). Svensk försvarspolitik under efterkrigstiden. Stockholm: Probus. ISBN 91-87184-02-8.
- Zetterberg, Kent (1988). Militärer och politiker. En studie i militär professionalisering, innovationsspridning och internationellt inflytande på de svenska försvarsberedningarna 1911–1914. Stockholm: Militärhistoriska Förlaget. ISBN 91-85266-44-2.
- Zetterberg, Kent (1995). I skuggan av Stalin. En säkerhetspolitisk balansgång. Sveriges bevakning av Finlands öde 1944–49. Stockholm: Probus. ISBN 91-87184-40-0.
- Zetterberg, Kent (2007). Konsten att överleva. Studier i Sveriges försvar, strategi och säkerhetspolitik under 200 år. Försvaret och det kalla kriget. "11". Stockholm: Försvarshögskolan. ISBN 978-91-85401-75-8.
- Sjögren, Lasse; Zetterberg, Kent (2017). Svenska armén under kalla kriget. Från Stridsvagn S till Haubits 77. Stockholm: Svenskt Militärhistoriskt Biblioteks Förlag. ISBN 978-91-88053-67-1.
- Zetterberg, Kent (2017). Beredskapen 1939–1945. Svenska krigsmakten under andra världskriget. Stockholm: Svenskt Militärhistoriskt Biblioteks Förlag. ISBN 978-91-88053-68-8.
- Zetterberg, Kent; von Hofsten, Gustaf (2018). Svensk sjömakt under 500 år. Flottan från Gustav Vasa till Carl XVI Gustaf. Stockholm: Svenskt Militärhistoriskt Biblioteks Förlag. ISBN 9789188053763.
- Zetterberg, Kent; von Hofsten, Gustaf (2019). Svenska flottans storhetstid under kalla kriget. En maktfaktor i Östersjön. Stockholm: Svenskt Militärhistoriskt Biblioteks Förlag. ISBN 9789188885159.
- Zetterberg, Kent (2019). Fjärde största flygvapnet. Svenska flygvapnet när det var som störst. Stockholm: Svenskt Militärhistoriskt Biblioteks Förlag. ISBN 9789188885005.
- Zetterberg, Kent; von Hofsten, Gustaf (2020). Jagarincidenten vid Färöarna 1940. Brittiskt försök att beslagta svenska örlogsfartyg. Stockholm: Svenskt Militärhistoriskt Biblioteks Förlag. ISBN 9789188885227.
- Zetterberg, Kent (2021). Sverige och Hitler 1939–1945. Ett bidrag till historien om Sverige och Tyskland under andra världskriget. Stockholm: Carlssons. ISBN 9789189065000.
- Zetterberg, Kent (2021). När svenska armén var som störst och starkast. Kalla kriget 1969. Stockholm: Svenskt Militärhistoriskt Biblioteks Förlag. ISBN 9789188885654.
- Zetterberg, Kent (2021). Så skulle det ryska hotet mötas. Kalla kriget 1956. Stockholm: Svenskt Militärhistoriskt Biblioteks Förlag. ISBN 9789188885500.
- Zetterberg, Kent (2022). När hotet mot Sverige var som störst. Kalla kriget 1981. Stockholm: Svenskt Militärhistoriskt Biblioteks Förlag. ISBN 9789188885753.